# إيس وليامز
إيس وليامز (بالإنجليزية: Ace Williams)‏ هو لاعب كرة قاعدة أمريكي، ولد في 18 مارس 1917 في مونتكلير ‏ في الولايات المتحدة، وتوفي في 16 سبتمبر 1999 في فورت مايرز في الولايات المتحدة.

## وصلات خارجية
- إيس وليامز على موقع دوري كرة القاعدة الرئيسي (الإنجليزية)
- إيس وليامز على موقعبيزبول رفرنس.كوم (الدوري الرئيسي) (الإنجليزية)
- إيس وليامز على موقعبيزبول رفرنس.كوم (الدوري الثانوي) (الإنجليزية)
- إيس وليامز على موقع إي إس بي إن.كوم (أم.أل.بي) (الإنجليزية)
- إيس وليامز على موقع مشجعي الرسوم البيانية (الإنجليزية)